# Christian Ilić
Christian Ilić (Friesach, 22 juli 1996) is een in Oostenrijk geboren voetballer met de Kroatische nationaliteit, die bij voorkeur speelt als aanvallende middenvelder.

## Carrière
Ilić speelde in de jeugd bij WSV St. Lambrecht, FC Judenburg en SVU Murau. Op 15-jarige leeftijd debuteerde hij in het eerste elftal van WSV St. Lambrecht, een amateurclub op het zesde niveau (Unterliga). In 2012 maakte hij de overstap naar SC Weiz dat twee niveaus hoger uitkwam in de Landesliga. Daar bleven zijn optredens hoofdzakelijk beperkt tot het tweede elftal dat op het vijfde niveau (Oberliga) speelde. Ilić keerde vervolgens terug naar WSV St. Lambrecht waar hij al snel werd opgepikt door TSV Hartberg dat destijds in de 1. Liga uitkwam, het op een na hoogste Oostenrijkse niveau. Op 12 september 2014 maakte de inmiddels 18-jarige Ilić daar zijn debuut in de hoofdmacht, als invaller tijdens een met 1-0 gewonnen thuiswedstrijd tegen SKN Sankt Pölten. Zijn eerste doelpunt maakte hij een seizoen later, na de degradatie naar de Regionalliga, op 31 juli 2015, tijdens een met 5-0 gewonnen thuiswedstrijd tegen SC Weiz, zijn oude club. Met TSV Hartberg dwong hij in 2018 voor het eerst in de clubgeschiedenis promotie af naar de Bundesliga, het hoogste niveau. 
Na vijf jaar in Hartberg verkaste de middenvelder eind juni 2019 naar Sepsi OSK. Zijn verblijf in Roemenië was echter van korte duur, toen bleek dat de club niet in staat was om zijn salaris te betalen. Twee weken later tekende de Kroaat een eenjarige verbintenis bij Motherwell. Zijn contract in Schotland werd niet verlengd. Op 21 augustus 2020 tekende Ilić een tweejarig contract bij Lokomotiv Plovdiv. In de zomer van 2021 werd die overeenkomst voortijdig ontbonden en de transfervrije middenvelder sloot vanaf 2 september 2021 aan bij VVV-Venlo voor een proefperiode. Zijn trainingsstage in Venlo werd na een week beëindigd en leidde niet tot een contract.

### Statistieken

#### Beloften
| Seizoen                        | Club            | Competitie      | Competitie | Competitie | Overige | Overige | Totaal | Totaal |
| Seizoen                        | Club            | Competitie      | Wed.       | Dlp.       | Wed.    | Dlp.    | Wed.   | Dlp.   |
| ------------------------------ | --------------- | --------------- | ---------- | ---------- | ------- | ------- | ------ | ------ |
| 2012/13                        | SC Weiz II      | Oberliga        | 12         | 1          | –       | –       | 12     | 1      |
| 2013/14                        | SC Weiz II      | Oberliga        | 21         | 6          | –       | –       | 21     | 6      |
| 2014/15                        | TSV Hartberg II | Oberliga        | 10         | 4          | –       | –       | 10     | 4      |
| 2015/16                        | TSV Hartberg II | Oberliga        | 0          | 0          | –       | –       | 0      | 0      |
| 2016/17                        | TSV Hartberg II | Oberliga        | 3          | 0          | –       | –       | 3      | 0      |
| 2017/18                        | TSV Hartberg II | Oberliga        | 1          | 0          | –       | –       | 1      | 0      |
| 2018/19                        | TSV Hartberg II | Oberliga        | 2          | 1          | –       | –       | 2      | 1      |
| Totaal beloften                | Totaal beloften | Totaal beloften | 49         | 12         | 0       | 0       | 49     | 12     |
| Bijgewerkt op 2 september 2021 |                 |                 |            |            |         |         |        |        |

#### Senioren
| 2011/12                                | WSV St. Lambrecht | Unterliga       | 23  | 6  | —  | — | 2  | 0 | 25  | 6  |
| 2012/13                                | SC Weiz           | Landesliga      | 3   | 0  | —  | — | 0  | 0 | 3   | 0  |
| 2013/14                                | SC Weiz           | Landesliga      | 3   | 1  | —  | — | 0  | 0 | 3   | 1  |
| 2014/15                                | WSV St. Lambrecht | 1. Klasse       | 1   | 3  | —  | — | 0  | 0 | 1   | 3  |
| 2014/15                                | TSV Hartberg      | 1. Liga         | 6   | 0  | 1  | 0 | —  | — | 7   | 0  |
| 2015/16                                | TSV Hartberg      | Regionalliga    | 30  | 3  | 1  | 0 | 1  | 0 | 32  | 3  |
| 2016/17                                | TSV Hartberg      | Regionalliga    | 20  | 1  | 1  | 0 | 2  | 0 | 23  | 1  |
| 2017/18                                | TSV Hartberg      | 1. Liga         | 16  | 0  | 0  | 0 | —  | — | 16  | 0  |
| 2018/19                                | TSV Hartberg      | Bundesliga      | 17  | 2  | 4  | 1 | —  | — | 21  | 3  |
| 2019/20                                | Sepsi OSK         | Liga 1          | 0   | 0  | 0  | 0 | —  | — | 0   | 0  |
| 2019/20                                | Motherwell        | Premiership     | 8   | 0  | 0  | 0 | 5  | 1 | 13  | 1  |
| 2020/21                                | Lokomotiv Plovdiv | Parva Liga      | 26  | 4  | 3  | 0 | 2  | 0 | 31  | 4  |
| Totaal senioren                        | Totaal senioren   | Totaal senioren | 153 | 20 | 10 | 1 | 12 | 1 | 175 | 22 |
| Carrière totaal                        | Carrière totaal   | Carrière totaal | 202 | 32 | 10 | 1 | 12 | 1 | 224 | 34 |
| Bijgewerkt tot en met 2 september 2021 |                   |                 |     |    |    |   |    |   |     |    |

1Overige officiële wedstrijden, te weten Steirer-Cup, Scottish League Cup en UEFA Europa League.